# Phytelephas seemannii
Phytelephas seemannii es una especie de común distribución en Colombia en el Magdalena Medio y el Andén Pacífico; la parte más utilizada de esta palma es su semilla, que es comúnmente conocida como “marfil vegetal” y de la cual se elaboran botones, juguetes y elementos decorativos torneados. Otras especies del mismo género, Phytelephas,  también producen este tipo de semillas y se les conoce con el mismo nombre común. 

## Usos
El producto principal de esta especie fue importante para el comercio exterior de Colombia desde la época de la colonia, aunque esta industria es más desarrollada en el ecuador del país en donde le dan muchos usos a la “tagua yarina”, entre estos, el uso alimentario de los frutos jóvenes, el uso de las semillas para la elaboración de artesanías, piezas de ajedrez, piezas decorativas en muebles, joyas y botones; y el uso de las hojas como parte importante de la estructura de techos de casa tradicionales.
Los huaorani utilizan la fibra que extraen de los peciolos para hacer antorchas, prender fuego, limpiar cerbatanas y hacer pequeñas escobas. Los tallos se utilizan para hacer flechas y con las hojas se elaboran canastos.
Los indígenas Emberá trabajan esta semilla, confeccionando artesanías que representan elementos de la fauna como ranas, aves, y jaguares, de forma individual, y en colores como café, amarillo y verde. El precio de estas esculturas puede ser superior a los $100 USD, dependiendo de su complejidad

## Taxonomía
Phytelephas seemannii fue descrita por Orator Fuller Cook y publicado en U.S. Department of Agriculture Bureau of Plant Industry Bulletin 242: 68, en el año 1912 (31 de mayo de 1912).
Etimología
Phytelephas: nombre genérico que deriva de las palabras griegas: phyt =  "planta" y elephas = "elefante", en referencia a su uso como fuente de marfil vegetal.
seemannii: epíteto nombrado en honor de Berthold Carl Seemann (1825-1871) , botánico de origen alemán, colector de plantas medicinales y explorador.
Sinonimia
- Phytelephas brachelus O.F.Cook, J. Wash. Acad. Sci. 3: 142 (1913).
- Phytelephas brachinus O.F.Cook, J. Wash. Acad. Sci. 3: 142 (1913).
- Phytelephas brevipes O.F.Cook, J. Wash. Acad. Sci. 3: 142 (1913).
- Phytelephas cornutus O.F.Cook, J. Wash. Acad. Sci. 3: 142 (1913).
- Phytelephas pittieri O.F.Cook, J. Wash. Acad. Sci. 3: 142 (1913).
- Phytelephas longiflora O.F.Cook, J. Wash. Acad. Sci. 17: 227 (1927).[9][10]